# РТ-20
РТ-20 (РТ-20П) (индекс ГРАУ — 8К99, по классификации МО США и НАТО — SS-Х-15 Scrooge (рус. Скряга)) — советская межконтинентальная баллистическая ракета в составе подвижного ракетного комплекса наземного базирования 15П699.

Первая мобильная МБР, разработанная в СССР. На вооружение не принималась. Система управления разработана харьковским НПО «Электроприбор».

## Состав комплекса
В состав комплекса 15П699 входило:

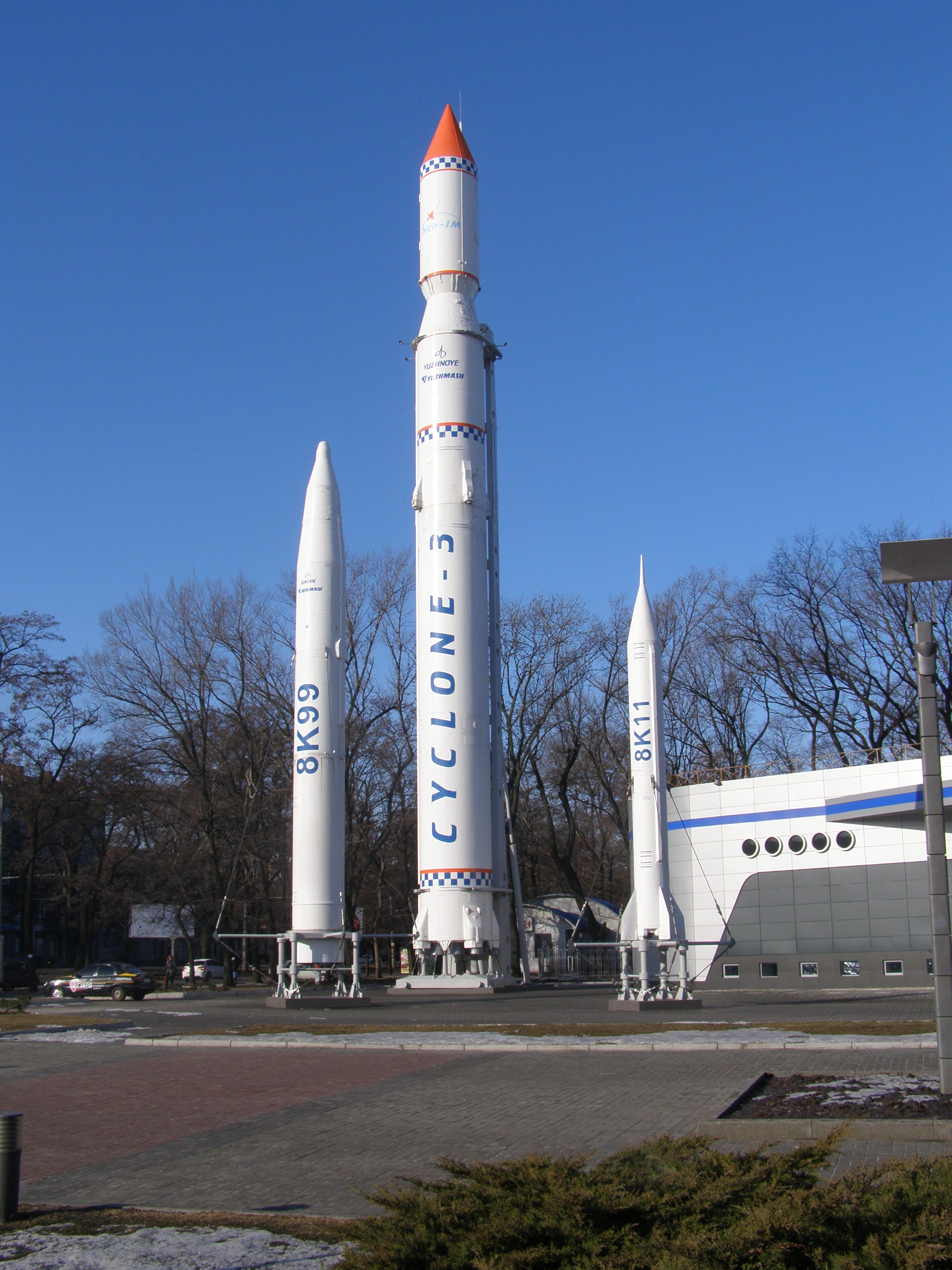
РТ-20 (8К99) рядом с ракетами «Циклон-3» и Р-11 (8К11), «Парк ракет», Днепр

- шесть самоходных ПУ 15У21 (СМ-СП21) с ракетами РТ-20П (8К99);
- машина боевого управления 15Н809;
- две машины подготовки позиции 15Н1034;
- две подвижные дизельэлектростанции 15П694;
- узел связи «Рельеф» (три машины).

## Тактико-технические характеристики
|                                                                                 | Р-20П                                                                               | Р-20П                                                                                   |
| ------------------------------------------------------------------------------- | ----------------------------------------------------------------------------------- | --------------------------------------------------------------------------------------- |
| Индекс комплекса                                                                | 15П699                                                                              | 15П699                                                                                  |
| Индекс ракеты                                                                   | 8К99                                                                                | 8К99                                                                                    |
| Индекс ПУ                                                                       | 15У21                                                                               | 15У21                                                                                   |
| Код НАТО                                                                        | SS-Х-15 Scrooge                                                                     | SS-Х-15 Scrooge                                                                         |
| Основные ТТХ комплекса                                                          |                                                                                     |                                                                                         |
| Дальность стрельбы, км                                                          | 11000 (лёгкая ГЧ)                                                                   | 7000-8000 (тяжёлая ГЧ)                                                                  |
| Точность стрельбы (КВО), км                                                     | 4                                                                                   | 4                                                                                       |
| Боеготовность: — постоянная, мин — повышенная, мин                              | 10 3                                                                                | 10 3                                                                                    |
| Условия боевого применения                                                      | любые метеоусловия, при температурах от −40 °C до +50 °C и скорости ветра до 25 м/с | любые метеоусловия, при температурах от −40 °C до +50 °C и скорости ветра до 25 м/с     |
| Тип старта                                                                      | миномётный из ТПК                                                                   | миномётный из ТПК                                                                       |
| Периодичность смены позиции                                                     | 2-4 раза в месяц                                                                    | 2-4 раза в месяц                                                                        |
| Гарантийный срок нахождения на боевом дежурстве при регламенте 1 раз в год, лет | 5-7                                                                                 | 5-7                                                                                     |
| Данные ракеты                                                                   |                                                                                     |                                                                                         |
| Стартовый вес, тс                                                               | 30,9                                                                                | 30,9                                                                                    |
| Вес ТПК с заправленной ракетой (с лёгкой ГЧ), тс                                | 38,8                                                                                | 38,8                                                                                    |
| Количество ступеней                                                             | 2                                                                                   | 2                                                                                       |
| Система управления                                                              | инерциальная, автономная с гироприборами на воздушном подвесе                       | инерциальная, автономная с гироприборами на воздушном подвесе                           |
| Коэффициент энерговесового совершенства с лёгким ББ Gгч/Go, кгс/тс              | 18                                                                                  | 18                                                                                      |
| Боевое оснащение                                                                |                                                                                     |                                                                                         |
| Тип головной части                                                              | моноблочная с лёгким ББ                                                             | моноблочная с тяжёлым ББ                                                                |
| Вес головной части, кгс                                                         | 545                                                                                 | 1410                                                                                    |
| Мощность ядерного заряда                                                        | 0,4 Мт                                                                              | 1 Мт                                                                                    |
| КСП ПРО                                                                         | Лёгкие ложные цели Средства искажения радиолокационных характеристик боевого блока  | Лёгкие ложные цели Средства искажения радиолокационных характеристик боевого блока      |
| Диаметр ГЧ у основания, м                                                       | 1,06                                                                                | 1,06                                                                                    |
| Габаритные размеры ТПК и ракеты                                                 |                                                                                     |                                                                                         |
| Длина ракеты, м                                                                 | 17,48                                                                               | 17,8                                                                                    |
| Длина ракеты без ГЧ, м                                                          | 16,2                                                                                | 16,2                                                                                    |
| Диаметр ракеты, м                                                               | 1,6                                                                                 | 1,6                                                                                     |
| Длина ТПК, м                                                                    | 18,9                                                                                | 18,9                                                                                    |
| Диаметр ТПК, м                                                                  | 2                                                                                   | 2                                                                                       |
| Параметры ступеней:                                                             | 1-я ступень                                                                         | 2-я ступень — 8К94                                                                      |
| Вид топлива                                                                     | твёрдое смесевое                                                                    | жидкое, АТ (АК-27П) + НДМГ                                                              |
| Длина ступени, м                                                                | 9,8 (с переходным отсеком)                                                          | 8,4                                                                                     |
| Диаметр ступени, м                                                              | 1,6                                                                                 | 1,6                                                                                     |
| Тип ДУ                                                                          | четырёхсопловый РДТТ 15Д15 с вкладным зарядом и ПРД конечной ступени                | однокамерный ЖРД 15Д12 (РД-857) с дожиганием восстановительного генераторного газа в КС |
| Тяга (на земле/в пустоте), тс                                                   | 61/70                                                                               | /14                                                                                     |
| Тяга в режиме конечной ступени, тс                                              | 0,7                                                                                 | -                                                                                       |
| Удельный импульс (на земле/в пустоте), с                                        | 231/265                                                                             | /327,5                                                                                  |
| Время работы, с                                                                 | 65                                                                                  | 215                                                                                     |
| Масса основного заряда, т                                                       | 17,2                                                                                | -                                                                                       |
| Масса снаряжённого РДТТ, т                                                      | 20                                                                                  | -                                                                                       |
| Масса сухого двигателя, кг                                                      | 2450                                                                                | 185                                                                                     |
| Вес заправленной ступени, тс                                                    | -                                                                                   | 10,4                                                                                    |
| Поперечный размер двигателя, м                                                  | -                                                                                   | 0,93                                                                                    |
| Длина двигателя, м                                                              | 6,12                                                                                | 2,1                                                                                     |
| Соотношение окислителя к топливу                                                | -                                                                                   | 2,6                                                                                     |
| Давление в камере, бар                                                          |                                                                                     | 127,5                                                                                   |
| Органы управления                                                               | 4 разрезных управляющих сопла                                                       | вдув генераторного газа в закритическую часть сопла и сопла крена                       |
|                                                                                 | Пусковая установка 15У21                                                            | Транспортно-установочный агрегат                                                        |
| Заводской индекс                                                                | СМ-СП21                                                                             |                                                                                         |
| Разработчик агрегата                                                            | КБСМ, Б. Г. Бочков                                                                  | КБСМ, Б. Г. Бочков                                                                      |
| Базовое шасси                                                                   | Объект «821» (на базе танка Т-10М)                                                  | Объект «820» (на базе танка Т-10М)                                                      |
| Разработчик шасси                                                               | КБ-3 ЛКЗ, Ж. Я. Котин                                                               | КБ-3 ЛКЗ, Ж. Я. Котин                                                                   |
| Масса, т                                                                        | 62,2                                                                                | 78,9                                                                                    |
| Длина с ТПК, м                                                                  | 20                                                                                  | 20                                                                                      |
| Высота, м                                                                       | 3,15                                                                                | 3,15                                                                                    |
| Ширина, м                                                                       | 4,4                                                                                 | 4,4                                                                                     |
| Скорость движения, км/ч: — по шоссе — по бездорожью                             | до 40 до 15                                                                         | до 40 до 15                                                                             |
| Запас хода, км: — по ресурсу шасси Т-10М — по ресурсу гусениц — по топливу      | 15000 2500 250                                                                      | 15000 2500 250                                                                          |
| История                                                                         |                                                                                     |                                                                                         |
| Разработчик                                                                     | ОКБ-586 (КБ «Южное»)                                                                | ОКБ-586 (КБ «Южное»)                                                                    |
| Конструктор                                                                     | Янгель М. К.                                                                        | Янгель М. К.                                                                            |
| Начало разработки                                                               |                                                                                     |                                                                                         |
| Пуски бросковых макетов                                                         |                                                                                     |                                                                                         |
| Всего пусков                                                                    |                                                                                     |                                                                                         |
| Летно-конструкторские испытания                                                 |                                                                                     |                                                                                         |
| Пуски с ПУ                                                                      |                                                                                     |                                                                                         |
| Всего пусков                                                                    |                                                                                     |                                                                                         |
| Из них успешные                                                                 |                                                                                     |                                                                                         |
| Принятие на вооружение                                                          |                                                                                     |                                                                                         |
| Изготовитель                                                                    | Павлоградский механический завод                                                    | Павлоградский механический завод                                                        |

## Экспозиции
Ракета 8К99 экспонирована на открытой площадке центра инновационных технологий «Парк ракет» в г. Днепр, а также представлена в БГТУ "ВОЕНМЕХ" на кафедре А1 для изучения студентами и экскурсий по университету.

### Русскоязычные ссылки
- Стратегический ракетный комплекс 15П699 с МБР РТ-20П (8К99)
- Их не было сайт 44-го ракетного полка

### Иноязычные ссылки
- (англ.)RT-20P/SS-15 Scrooge на www.globalsecurity.org
- (англ.)RT-20P/SS-15 Scrooge на www.fas.org